# Bill Schuffenhauer
Bill Schuffenhauer (* 24. Juni 1973 in Salt Lake City) ist ein ehemaliger US-amerikanischer Bobfahrer.

## Leben
Bill Schuffenhauer wuchs in Salt Lake City auf. Seine Eltern waren drogenabhängig und seine Mutter, die als Prostituierte arbeitete, wurde vor seinen Augen oft geschlagen. Um sich mit Lebensmitteln zu versorgen, musste er während seiner Jugend aus Mülltonnen stehlen. Nach einiger Zeit in Jugendheimen, nahm ihn seine Großmutter bei sich auf. Durch ihren Einfluss in Roy im Bundesstaat Utah begann er zur Schule zu gehen. Dort fing er mit der Leichtathletik an und war im Zehnkampf aktiv. Später besuchte er die Weber State University und trainierte für die Olympischen Sommerspiele 2000 in Sydney. Aufgrund einer Knöchelverletzung musste Schuffenhauer diesen Traum jedoch aufgeben. Er schloss sich der US-amerikanischen Bobmannschaft an und nahm bereits an den Olympischen Winterspielen 2002 in seiner Geburtsstadt teil. Im Viererbob-Wettkampf gewann er zusammen mit Garrett Hines, Randy Jones und Pilot Todd Hays die Silbermedaille. Ein Jahr später gewann die Crew Silber bei der Weltmeisterschaft in Lake Placid. Bei der Weltmeisterschaft 2004 holte Schuffenhauer zusammen mit Todd Hays, Pavle Jovanovic und Steve Mesler Bronze. 2006 sowie 2010 nahm er nochmals an Olympischen Spielen teil, konnte jedoch keine weitere Medaille gewinnen. Anschließend beendete er seine Karriere.
Im Jahre 2016 versuchte Schuffenhauer Selbstmord zu begehen. Seine Freundin konnte dies allerdings verhindern. Man vermutete als Ursache ein Schädel-Hirn-Trauma, welches er während seiner Bobsportkarriere erlitten haben könnte.